# Теодора Кантакузина (съпруга на султан Орхан I)
Теодора Кантакузина (на гръцки: Θεοδώρα Καντακουζηνή, 1332 – след 1381) е византийска принцеса, пета съпруга на Орхан I. Дъщеря е на император Йоан VI Кантакузин и Ирина Асенина. По майчина линия е правнучка на българския цар Иван Асен III.
Историкът Никифор Григора погрешно я нарича Мария в едно от съчиненията си. През януари 1346 г., за да заздрави съюза си с османците на Орхан I и за да може да разчита на тяхната подкрепа срещу Анна Савойска в продължаващата гражданска война, нейният баща Йоан Кантакузин я дава за жена на османския владетел, който пръв поискал ръката на Теодора, защото освен всичко бил влюбен нея. Сватбата се провежда през лятото на същата година, като Теодора е придружена от родителите си и от сестрите си до Силиврия, където високопоставени лица от двора на Орхан заедно с кавалерийска част пристигат с 30 кораба. В града се провежда тържествена церемония при посрещането на принцесата, след което тя е отведена в османските владения във Витиния, където се състои същинската сватба
На следващата 1347 г. Теодора ражда единствения син Шахзаде Халил. Синът ѝ още като дете е отвлечен от генуезки пирати и освободен срещу откуп благодарение на намесата и на византийския император Йоан V Палеолог. Имала е и дъщеря Хатидже Хатун.
Теодора остава християнка след сватбата си и оказва активна поддръжка на християнското население в завладените от османците земи
С изключение на един престой от три дни в Константинопол, след победата на баща ѝ в гражданската война през февруари 1347 г. Теодора Кантакузина остава в двора на османците до смъртта на Орхан през 1362 г. След това, изглежда, тя се завръща в столицата на Византия и живее в двореца със сестра си императрица Елена Кантакузина. Последното споменаване за нея е, че е затворена в затвора в Галата по време на краткото управление на Андроник IV Палеолог.

### Цитирана литература
- ((en)) Nicol, Donald MacGillivray (1968). The Byzantine family of Kantakouzenos (Cantacuzenus) ca. 1100–1460: A Genealogical and Prosopographical Study, Dumbarton Oaks studies 11. Washington, District of Columbia: Dumbarton Oaks Center for Byzantine Studies, https://books.google.com/books?id=HqdBAAAAIAAJ
- ((en)) Nicol, Donald MacGillivray (1996). The Reluctant Emperor: A Biography of John Cantacuzene, Byzantine Emperor and Monk, c. 1295–1383. Cambridge University Press, ISBN 978-0-521-52201-4, https://books.google.com/books?id=7bXGTfK_ogAC
- ((de)) Trapp, Erich; Beyer, Hans-Veit; Walther, Rainer et al. (2001) [1976–1996]. Prosopographisches Lexikon der Palaiologenzeit, CD-ROM. Wien: Verlag der Österreichischen Akademie der Wissenschaften, ISBN 3-7001-3003-1, https://archive.org/details/ErichTrappProsopographischesLexikonDerPALAIOLOGENZEIT/mode/2up